# 美國海軍最初的六艘巡防艦
美國海軍最初的六艘巡防艦是指美國第一批大型木製三桅巡防艦，總計共有6艘：憲法號、切薩皮克號、星座號、總統號、美國號、國會號。這些艦艇是美國海軍成立時期便建造完成的第一批船艦。1794年3月27日，美國國會通過《1794年海軍法案》，其目的在於授權美國海軍建立首批的6艘巡防艦，組建第一支巡防艦艦隊。其後美國國會根據法案，決定委託建造6艘巡防艦，並為此項計劃撥款。
這6艘巡防艦是美國甫剛宣布獨立後所建造的第一批艦隊，也是美國第一批真正的軍艦。在首位美國海軍部長班傑明·斯托德特的建議下，這6艘巡防艦的所有艦艇設計，均是交由設計師約書亞·韓福瑞的提議建造的。約書亞建議這批巡防艦應被設計為重型巡防艦，其艦艇比當時的傳統巡防艦更長、更快，但船艦也更為堅固。6艘巡防艦的總造價為688,888.82美元（相當於2024年的19,833,259.52美元）。
因此，這批巡防艦的火力和防禦能力足以和當時法國海軍或英國皇家海軍的同等級巡防艦交戰，但速度又足以躲避同時代更大型的風帆戰艦。由船艦採用對角支撐的創新設計，美國造船廠能夠建造比以前設想更長、更快的巡防艦。不過這6艘巡防艦也大大超出預算，且交貨時間比預期要得晚。在海上戰爭期間，美國海軍這6艘巡防艦曾經與英國皇家海軍交戰。這6艘巡防艦在絕大多數情況下完成任務，並成為當時美國海軍的核心。目前建於1797年的憲法號保存至今，是世界上仍在航行的最古老船隻。

## 外部連結
- USS Constitution Museum （页面存档备份，存于）
- USS Constitution official homepage （页面存档备份，存于）